# 紹貝格山
48°8′37.5″N 16°16′36″E / 48.143750°N 16.27667°E

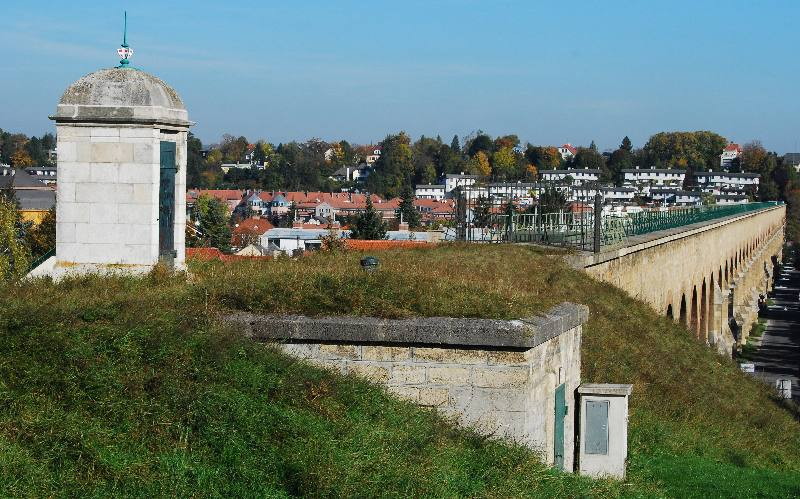

紹貝格山（德語：Sauberg），是奧地利的山峰，位於該國東北部，由維也納負責管轄，屬於維也納林山的一部分，海拔高度259米，南坡處於利辛境內。